# Бок, Сиссела
Сиссела Бок (урождённая Мюрдаль (швед. Myrdal), род. 2 декабря 1934, Стокгольм) — американский философ и специалист по этике шведского происхождения, дочь двух лауреатов Нобелевской премии: Гуннара Мюрдаля, получившего премию по экономике вместе с Фридрихом Хайеком в 1974 году, и Альвы Мюрдаль, получившей Нобелевскую премию мира в 1982 году. Её считают одной из ведущих американских женщин-философов-моралистов второй половины XX века.

## Биография
Бок получила степень бакалавра искусств и степень магистра психологии в Университете Джорджа Вашингтона в 1957 и 1958 годах соответственно, а также докторскую степень по философии Гарвардского университета в 1970 году. Она работала в Университете Симмонса (1971–72), Программе Гарварда и Массачусетского технологического института в области медицинских наук и технологий (1975–82), Университете Брандейса (1985–92) и Гарвардском центре исследований народонаселения и развития при Гарвардской школе общественного здравоохранения Чана (1993–2022). 
Бок замужем за Дереком Боком, бывшим президентом (1971–1991, временным в 2006–2007 гг.) Гарвардского университета. Её дочь Хилари Бок также является философом. Её брат Ян Мюрдаль был политическим писателем и журналистом.
Бок была награждена премией Оруэлла в 1978 году за книгу «Ложь: моральный выбор в общественной и частной жизни».
24 апреля 1991 года Бок была награждена премией «Мужество совести» «за вклад в миротворческие стратегии в традициях своей матери».

## Книги
- Lying: Moral Choice in Public and Private Life[англ.] (Pantheon Books, 1978; Vintage paperback editions, 1979, 1989, 1999).
- Secrets: on the Ethics of Concealment and Revelation (Pantheon Books, 1982; Vintage в мягкой обложке, 1984, 1989).
- A Strategy for Peace: Human Values and the Threat of War (Pantheon Books, 1989; Vintage в мягкой обложке, 1990).
- Alva Myrdal: A Daughter's Memoir (Addison-Wesley, 1991; в мягкой обложке, 1992).
- Common Values (University of Missouri Press, 1995; в мягкой обложке, 2002).
- Mayhem: Violence as Public Entertainment (Perseus, 1998; в мягкой обложке, 1999).
- Euthanasia and Physician-Assisted Suicide, with Gerald Dworkin and Ray Frey (Cambridge University Press, 1998).
- Exploring Happiness: From Aristotle to Brain Science (Yale University Press, 2010)[7].